# Garry O'Connor
Pour les articles homonymes, voir O'Connor.
Garry Lawrence O'Connor, né le 7 mai 1983 à Édimbourg en Écosse, est un footballeur international écossais.

## Carrière précoce en Écosse
Né à Édimbourg, O'Connor entama sa carrière aux Hibernian, en mai 1999. Il fit sa première percée grâce à l'entraîneur Bobby Williamson en 2001. Son excellente efficacité au tir à son âge capta l'attention du sélectionneur écossais de l'époque, Berti Vogts, et il fêta sa première sélection face à la Corée du Sud en 2002. 
Après une période difficile pendant laquelle il dut lutter pour confirmer son talent précoce, l'arrivée de l'entraîneur Tony Mowbray aux Hibs conduit à améliorer la forme à la fois d'O'Connor et de l'équipe entière. L'impressionnante saison 2004-2005 des Hibs (à l'issue de laquelle l'équipe se classa troisième de la Scottish Premier League) engendra la rumeur que beaucoup de leurs jeunes talents s'en iraient à l'étranger, où dans l'Old Firm de Glasgow. Alors qu'O'Connor s'établissait comme un titulaire incontestable chez les Hibernian, il fut de nouveau appelé en équipe d'Écosse et de nouvelles rumeurs coururent sur un éventuel départ. Le 26 février 2006, O'Connor était annoncé au Lokomotiv Moscou pour la somme de 1,6 million de livres. Cette offre fut acceptée par Hibernian, Tony Mowbray concédant que les termes personnels du contrat (incluant un salaire hebdomadaire de £16,000) étaient « un changement de vie pour Garry et sa famille ». Le 6 mars, le transfert était établi. O'Connor a marqué un but dans la finale de la Coupe de Russie 2007. Le 27 juin 2007, O'Connor a été acheté par Birmingham City pour 2,65 millions de livres (environ 4 millions d'euros).
Après un prêt à Barnsley, il est transféré définitivement dans le même club le 11 décembre 2010.

## Parcours en club
- 1999-mars 2006 : Hibernian Édimbourg  Écosse
  - 2000 : Peterhead  Écosse (prêt)
- mars 2006-2007 : Lokomotiv Moscou  Russie
- 2007-déc. 2010 : Birmingham City  Angleterre
  - 2010-déc. 2010 : Barnsley FC  Angleterre (prêt)
- déc. 2010 - 2011 : Barnsley FC  Angleterre
- 2011 - 2012 : Hibernian Édimbourg  Écosse
- Juillet-Décembre 2012 : Tom Tomsk  Russie
- 2014 : Greenock Morton Football Club  Écosse
- 2014- :  Selkirk FC  Écosse